# Saemundssonia melanocephalus
Saemundssonia melanocephalus är en insektsart som först beskrevs av Hermann Burmeister 1838.  Saemundssonia melanocephalus ingår i släktet Saemundssonia och familjen fjäderlöss. Arten är reproducerande i Sverige. Inga underarter finns listade i Catalogue of Life.